# Psechrus torvus
Psechrus torvus är en spindelart som först beskrevs av O. Pickard-Cambridge 1869.  Psechrus torvus ingår i släktet Psechrus och familjen Psechridae. Inga underarter finns listade.